# Lema opulenta
Lema opulenta är en skalbaggsart som beskrevs av Harold in Gemminger och Edgar von Harold 1874. Lema opulenta ingår i släktet Lema och familjen bladbaggar. Inga underarter finns listade i Catalogue of Life.